# Ninigi no Mikoto
En la mitología japonesa, Ninigi (ニニギ?) o Ninigi no Mikoto (瓊瓊杵尊?) era el hijo de Ame no Oshihomimi y nieto de Amaterasu, quién lo envió a la tierra para plantar arroz. Era el abuelo del Emperador Jimmu. Amaterasu lo envió para pacificar Japón trayendo los tres regalos celestiales. La espada Kusanagi, el espejo Yata no kagami, y la joya Yasakani no magatama. Estos tres regalos significan al mundo que el emperador es el descendiente de Amaterasu misma. 
La historia de Ninigi no Mikoto que es enviado a la tierra aparece en el Nihon Shoki.

## Origen e historia del mito
En la mitología japonesa, la familia imperial de Japón y la nación de Yamato (el japonés) son los descendientes de Ninigi, que vinieron del cielo. Ninigi es el ancestro de la tribu de Yamato, o nación japonesa. 
No estaba Ninigi que debía venir abajo del cielo, solamente el otro. Pero cuando el otro se preparaba, Ninigi fue llevado y en un resultado, en vez de él, Ninigi vino abajo del cielo y se convirtió en el ancestro de la nación japonesa. 
Después de que Ninigi viniera del cielo, él se enamoró de una mujer hermosa nombrada Konohana-sakuya-hime e intentó casarse con ella. Pero su padre pidió que no se casara solamente con ella, también con la más grande de sus hijas. Sin embargo la más grande era fea y Ninigi la devolvió de nuevo a su padre. 
Ninigi y su esposa Konohana-sakuya-hime tuvieron un niño nombrado Yamasachi-hiko. Pero Yamasachi-hiko fue perseguido por su hermano mayor y tiene que ir al país de un dios del mar. Allí Yamasachi-hiko consigue una energía mística y castiga a su hermano mayor con el hambre, pero lo perdona más adelante de su pecado.